# Doanh trại

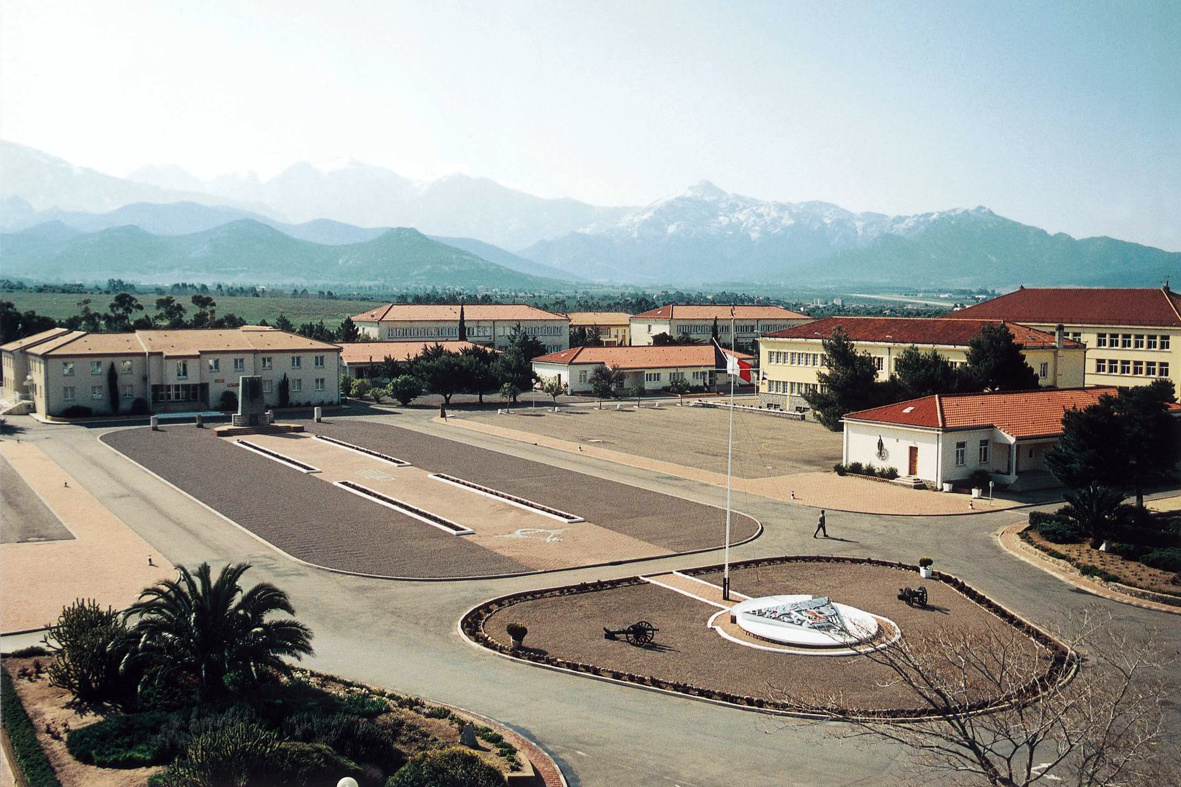
Một doanh trại quân đội ở Pháp

Doanh trại hay trại lính là tòa nhà, khối nhà riêng lẻ hoặc khu liên hợp các tòa nhà được thiết kế một cách chuyên nghiệp và xây dựng với mục đích dành cho chỗ ở một cách thường trực của quân đội hoặc các bộ phận quan trọng trong quân đội như chỉ huy, tham mưu... hay dành cho việc đóng trú, huấn luyện, đồn trú để kiểm soát các địa điểm quan trong về mặt quân sự. Mục đích chính của việc xây dựng các trại lính là để tách binh lính từ nhà ở dân thường và tăng cường rèn luyện tinh thần kỷ luật, tính chuyên nghiệp của nhà binh và đào tạo và tinh thần phối hợp đồng đội. Doanh trại đôi khi là các tòa nhà kém chất lượng, sơ sài hay là những kiến trúc tráng lệ như doanh trại Collins và những doanh trại khác ở Paris, Berlin, Madrid, Viên, Luân Đôn...

## Lịch sử

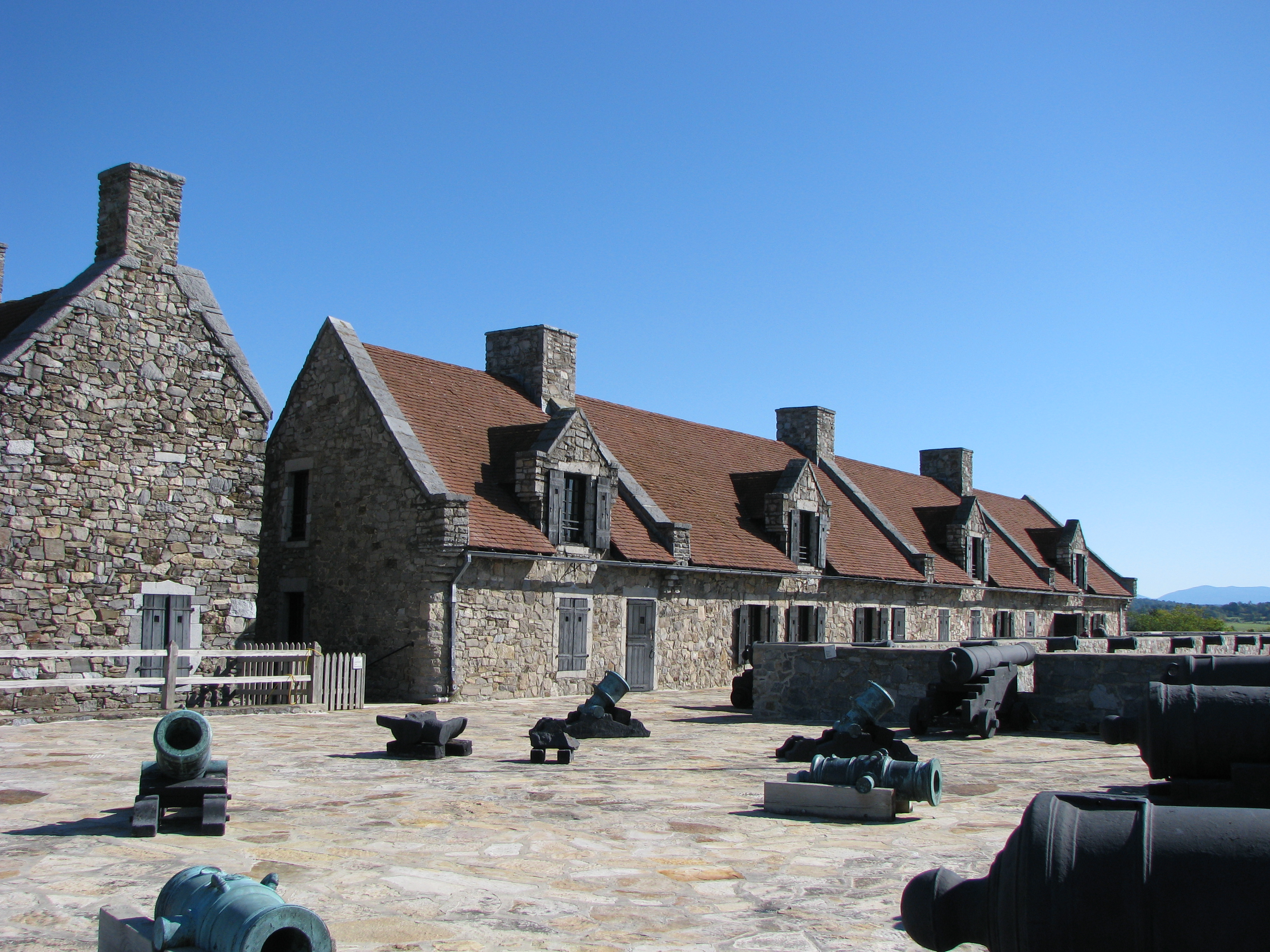
Di tích một doanh trại quân đội thời cổ

Một trong những Doanh trại quân đội ra đời sớm là các trại của Lực lượng Cảnh vệ pháp quan La Mã được xây dựng để tập trung các lực lượng ưu tú trong quân đội. Có một số lượng còn lại của quân đội La Mã được dựng doanh trại trong những pháo đài, ở biên giới chẳng hạn như Vercovicium và Vindolanda. Sau đó các doanh trại lớn, lâu đài quân sự đã được phát triển trong thế kỷ 18 bởi hai quốc gia chiếm ưu thế của thời kỳ này là Pháp và Tây Ban Nha. Trong thế kỷ 19, sự tinh xảo ngày càng tăng dẫn doanh trại quân sự có sự phân biệt nhà ở cho các cấp bậc khác nhau (cán bộ chỉ huy, tướng tá luôn luôn có các phòng lớn hơn, tiên nghi hơn cấp dưới) và các điểm giải trí, phòng ăn và nhà bếp, nhà tắm, phòng tổng hợp, phòng đọc sách, bệnh viện dã chiến, chuồng ngựa... được thiết kế ngày càng hoàn thiện. 

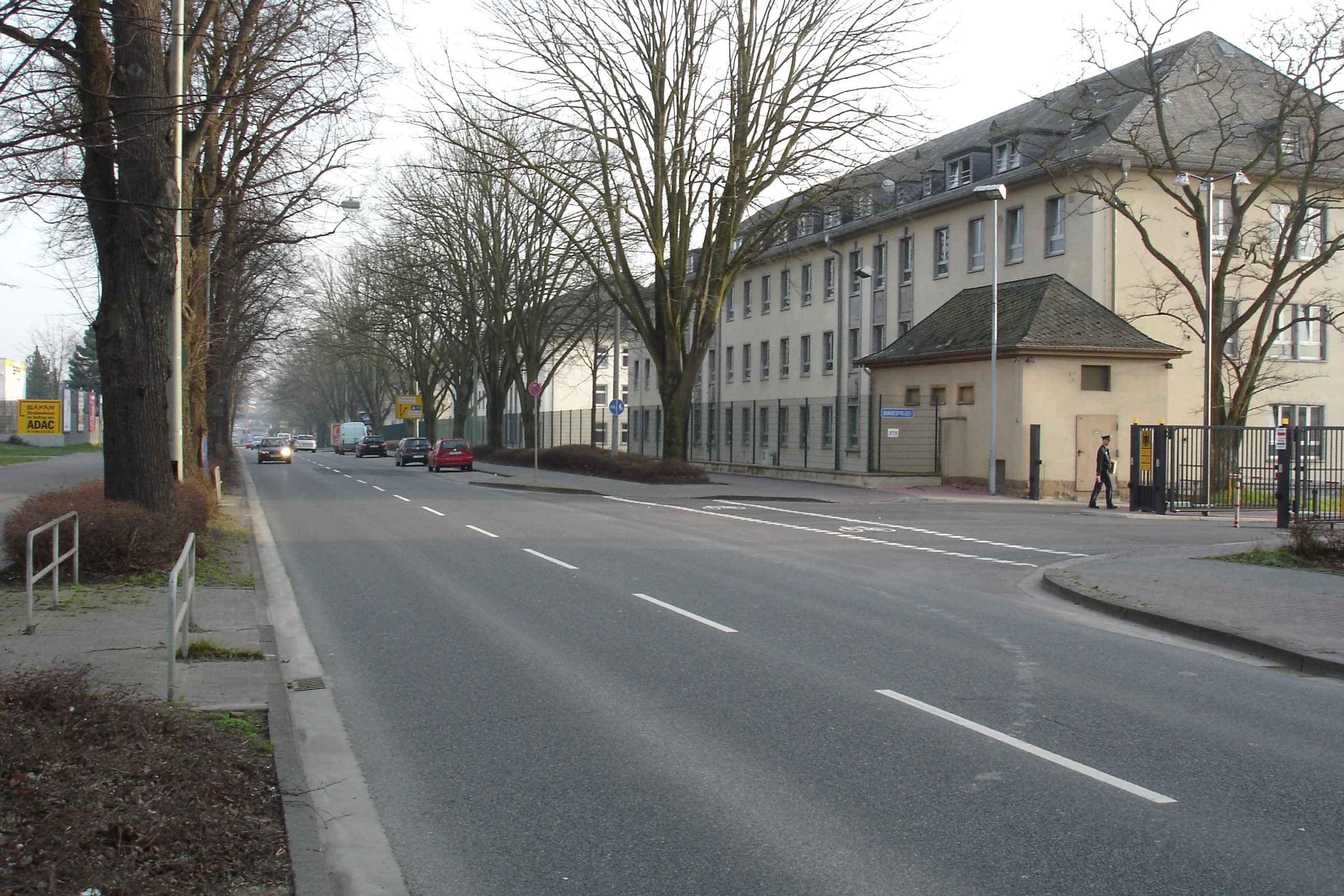
Một doanh trại hiện đại của quân Đức

Các trại huấn luyện có quy mô lớn đầu tiên được xây dựng tại Pháp và Đức trong những năm đầu thế kỷ 19. Quân đội Anh đã xây dựng trại Aldershot từ 1854. Trong Chiến tranh thế giới thứ nhất, các trung đoàn bộ binh, pháo binh và kỵ binh đều có doanh trại riêng biệt phù hợp với trang bị, khí tài và tính chiến đấu của mỗi binh chủng. Các doanh trại hải quân đầu tiên bằng gỗ cũ kỹ, thiếu vệ sinh đã được thay thế bằng doanh trại hải quân lớn ở các thị trấn Xưởng đóng tàu lớn của châu Âu và Hoa Kỳ. Trong doanh trại kiểu này người ta thường nằm võng thay vì giường. Trong chiến tranh thế giới thứ II, nhiều doanh trại quân đội Mỹ đã được thiết kế một cách khoa học, hiện đại.